# خچو

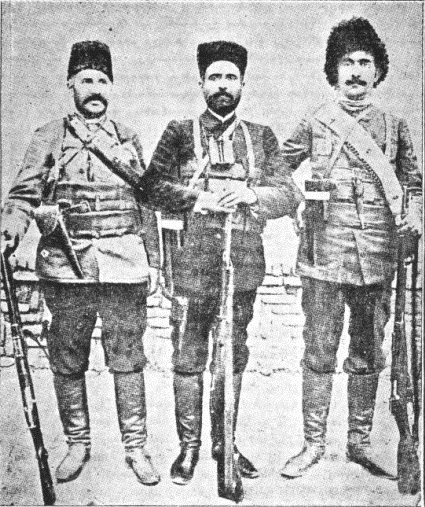
از چپ به راست: کری، یپرم‌خان و خچو

خاچاتور آمیریان (ارمنی: Խաչատուր Ամիրյան; انگلیسی: Khachadur Amirian) مشهور به خچو (ارمنی: Խէչո; انگلیسی: Khetcho)، (زاده ۱۸۷۲ میلادی در نخجوان - درگذشت ۵ مه ۱۹۱۵ باغش)، یک فعال و مبارز اهل ارمنستان بود. خچو از اعضای فدراسیون انقلابی ارمنی بود و در خیزش‌هایی همچون جنبش آزادی بخش ملی ارمنی، مقاومت وان (۱۸۹۶), جنبش مشروطه ایران و جنگ جهانی اول شرکت نمود.